# 再会の海
『再会の海』（さいかいのうみ）は、1980年11月3日 - 12月26日にTBS「花王 愛の劇場」枠にて放送された昼ドラである。テレビ映画。

## キャスト
- 玲子　…………　風吹ジュン
- 克巳　…………　岡田英次
- 敏彦　…………　風間杜夫
- 和彦　…………　森田順平
- 悠紀子　………　井上優子
- 美那子　………　田島令子
- 吉井　…………　高原駿雄
- えり子　………　小川より子
- 末森医師　……　宮川洋一
- 大川医師　……　北村総一郎
- 坂井のおばさん　春江ふかみ
- 良一　…………　早川純一
- 治美　…………　井口恭子
- 高村　…………　三井恒
- 木瓜みらい
- 田山涼成

## スタッフ
- 原作：アン・メイザー『レイチェルの決心』
- プロデューサー：佐相惣一郎（松竹）、井上博（TBS）
- 脚本：中井多津夫
- 音楽：木下忠司
- 照明：福岡昭男、高岩進
- 録音：田中進、林義昭
- 編集：加川武志
- 監督：今井雄五郎、広瀬襄
- 美術：重田重盛
- 装飾：菊武敏行
- 装置：森篤信
- 美粧：相馬優子
- 題字：大谷栄昌（松竹衣裳）
- 制作：松竹、TBS

## 主題歌
- 『かなしく深く』（レーベル：日本コロムビア）

作詞：山上路夫 / 作曲：山田パンダ / 編曲：石川鷹彦 / 歌：パンダフルハウス